# Lawrence Bacow
Lawrence "Larry" Seldon Bacow (/ b æ ˌ k aʊ /; sinh ngày 24 tháng 8 năm 1951) là một luật sư, chuyên gia kinh tế, tác giả và nhà quản lý đại học người Mỹ, và hiện là Hiệu trưởng Đại học Harvard. Ông nhậm chức vào ngày 1 tháng 7 năm 2018, kế nhiệm Drew Gilpin Faust. Trước khi nhậm chức, Bacow là lãnh đạo cư trú của người Hauser tại Trung tâm Lãnh đạo Công chúng tại Trường Chính phủ John F. Kennedy của Harvard. Trước đây ông đã từng học tại trường đại học giáo dục Harvard và là thành viên củaChủ tịch và Nghiên cứu sinh của Đại học Harvard, một trong những ban quản trị của trường đại học, kể từ năm 2011.
Bacow bắt đầu sự nghiệp học tập vào năm 1977 với tư cách là giáo sư nghiên cứu môi trường tại Viện Công nghệ Massachusetts (MIT) thuộc Khoa Nghiên cứu và Quy hoạch Đô thị.Tại MIT, Bacow cuối cùng đã trở thành chủ tịch của khoa và là hiệu trưởng của trường đại học. Từ tháng 9 năm 2001 đến tháng 7 năm 2011, Bacow giữ chức Chủ tịch thứ 12 của Đại học Tufts.

## Cuộc sống và giáo dục sớm
Bacow sinh ngày 24 tháng 8 năm 1951 tại Detroit, Michigan. Mẹ anh di cư từ châu Âu vào năm 19 tuổi sau Thế chiến II và là thành viên duy nhất trong gia đình cô sống sót ở Auschwitz. Cha của anh đã được đưa đến Hoa Kỳ khi còn nhỏ để thoát khỏi pogroms. Bacow lớn lên ở Pontiac, Michigan và là một phần của Hướng đạo sinh Hoa Kỳ; cuối cùng anh ta sẽ trở thành một hướng đạo sinh. Tổ chức sẽ trao cho anh Giải thưởng Hướng đạo Eagle xuất sắc sau này trong cuộc đời.
Bacow học trường trung học Andover ở Bloomfield Hills, Michigan. Sau đó, ông nhận được SB về kinh tế từ Học viện Công nghệ Massachusetts, nơi ông là thành viên của hội anh em Do Thái Zeta Beta Tau. Ông đã nhận được JD từ Trường Luật Harvard, MPP của mình từ Trường Chính phủ John F. Kennedy của Harvard và bằng Tiến sĩ. trong chính sách công của Trường Đại học Nghệ thuật và Khoa học Harvard.